# Anna Aleksandrovna Timofeeva-Egorova
Anna Aleksandrovna Egorova coniugata Timofeeva (in russo Анна Александровна Тимофеева-Егорова?; Volodovo, 23 settembre 1918 – Mosca, 29 ottobre 2009) è stata un'aviatrice sovietica.
Fu pilota nell'Aviazione Militare Sovietica (VVS) durante la seconda guerra mondiale.
Imparate le tecniche di volo divenne istruttore prima della guerra, quindi fu volontaria al fronte dopo l'invasione tedesca.
Nel 1941-42 su un biplano in legno, il Polikarpov Po-2, portò a termine missioni di ricognizione e di rifornimento per il 130º Squadrone di collegamento. Dopo essere stata abbattuta si trasferì nel 1943 all'805º Reggimento di attacco dell'Aviazione e effettuò  più di 270 missioni di volo sull'Ilyushin Il-2 Shturmovik, tra le quali battaglie sopra la Penisola di Taman', la Crimea e la Polonia.
Nell'agosto del 1944, durante una missione mirata a distruggere le forze tedesche attestate presso la testa di ponte di Magnuszew presso Varsavia, l'aereo della Egorova fu colpito dal fuoco della contraerea che uccise il mitragliere di coda e incendiò il velivolo.
Volando ad assetto invertito Egorova fu ustionata mentre abbandonava l'aereo a ridotta altitudine; il suo paracadute si aprì solo parzialmente e toccando il suolo si procurò fratture ossee e altre lesioni interne.
Il primo soccorso le fu fornito dai tedeschi che la catturarono, i quali la trasferirono poi ad un campo di prigionia per militari.
Alla base aerea di partenza fu presunta la morte di Egorova e le fu assegnato lo status postumo di Eroe dell'Unione Sovietica, anche se in realtà era stata internata in un campo di prigionia tedesco, dove le sue ferite furono curate dal dottor Georgij Sinjakov.
Il 31 gennaio del 1945 Egorova fu liberata dalle forze armate sovietiche che smantellarono il campo di prigionia di Küstrin dove era al momento detenuta.
Yegorova fu arrestata dalla NKVD in quanto sospettata di tradimento e fu interrogata con continuità per 11 giorni (Stalin e la legge sovietica del tempo consideravano ogni cittadino sovietico che fosse stato catturato vivo dal nemico un potenziale traditore, passibile anche di condanna a morte o di una pena detentiva presso un battaglione punitivo.
Dopo che alcuni commilitoni anch'essi ex prigionieri di guerra ebbero garantito per le ferite subite e per il contegno osservato durante la prigionia Yegorova fu rilasciata, ma i sospetti e la persecuzione contro di lei proseguirono per parecchi anni.
Il suo servizio presso le Forze Armate Sovietiche fu interrotto nel 1945 per ragioni mediche.
Nel 1961 la Literaturnaja Gazeta le dedicò un articolo e nel 1965 le fu infine conferita la medaglia di Eroe dell'Unione Sovietica.

## Note

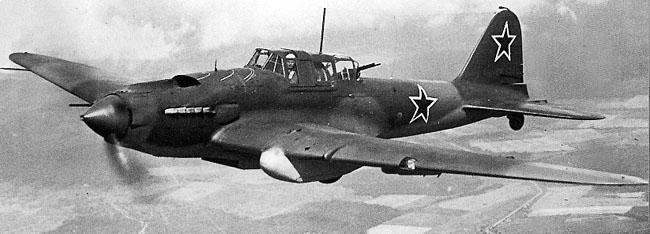
L'Ilyushin Il-2 Šturmovik, l'aereo utilizzato da Anna Egorova